# Liste des franchises de la Walt Disney Company
Sur cet article sont listées toutes les franchises de la Walt Disney Company dont au moins deux volets sont sortis au cinéma au XXIe siècle. Ne sont donc pas répertoriées :
- les franchises dont tous les volets sont sortis au XXe siècle.
- les franchises n'ayant eu droit qu'à un seul film au cinéma depuis le début du XXIe siècle (telle La Coccinelle).
- les franchises ayant eu droit à une ou plusieurs suites au XXIe siècle, mais uniquement en vidéo.

## Franchises créées parWalt Disney Pictures

### Franchises de plusieurs filiales
Cette particularité vient de la volonté de Disney de donner des suites à ses grands classiques (les Walt Disney Animation Studios), aux productions destinées directement au marché de la vidéo (DTV) une qualité comparable aux longs métrages produites par la filiale Walt Disney Télévision Animation et DisneyToon Studios avec Le Retour de Jafar en 1994. Ainsi, Les Aventures de Winnie l'ourson, sorti en 1977, aura droit à plusieurs suites des Walt Disney Télévision Animation et DisneyToon Studios, avant d'avoir droit à un nouveau volet, cette fois signé de nouveau par Walt Disney Animation Studios, en 2011.

#### Winnie l'Ourson

##### Produits parWalt Disney Animation Studios
- 1977 : Les Aventures de Winnie l'ourson de John Lounsbery et Wolfgang Reitherman
- 2011 : Winnie l'ourson de Stephen J. Anderson et Don Hall

##### Produits parWalt Disney Television Animation
- 1997 : Winnie l'ourson 2 : Le Grand Voyage de Karl Geurs
- 2000 : Les Aventures de Tigrou de Jun Falkenstein (en)

###### Produits parDisneyToon Studios
- 2003 : Les Aventures de Porcinet de Francis Glebas (en)
- 2004 : Les Aventures de Petit Gourou de Saul Andrew Blinkoff, Elliot M. Bour
- 2005 : Winnie l'ourson et l'Éfélant de Frank Nissen

### Franchises de la filiale DisneyToon Studios
Après l'arrêt des suites-vidéos des Grands Classiques avec Le Secret de la Petite Sirène en 2008. Désormais John Lasseter souhaite que DisneyToon Studios créé ses propres franchises, qui s'inspirent indirectement des classiques Disney (contrairement aux suites, qui en étaient directement inspirées). C'est ainsi que la fée Clochette, personnage secondaire de Peter Pan en 1953, devient l'héroïne d'une saga qui lui est consacrée, et que la saga Planes voit le jour, inspirée de l'univers de Cars.
En 2018 Disney annonce qu'il ferme immédiatement le studio, Disneytoon Studios ce qui a pour effet de licencier 75 animateurs ainsi que le personnel tandis que le spin-off sans nom de Planes a été retiré de la liste des films Disney prévu pour mars 2019 et n'est plus en développement

#### Clochette

Logo de la saga de la fée Clochette

- 2008 : La Fée Clochette de Bradley Raymond
- 2009 : Clochette et la Pierre de lune de Klay Hall
- 2010 : Clochette et l'Expédition féerique de Bradley Raymond
- 2012 : Clochette et le Secret des fées de Peggy Holmes (en) et Roberts Gannaway
- 2014 : Clochette et la Fée Pirate de Peggy Holmes (en)
- 2015 : Clochette et la Créature légendaire de Steve Loter

#### Planes
- 2013 : Planes de Klay Hall
- 2014 : Planes 2 de Roberts Gannaway

## Franchises produites en collaboration avec d'autres sociétés de production

### Jerry Bruckheimer Films

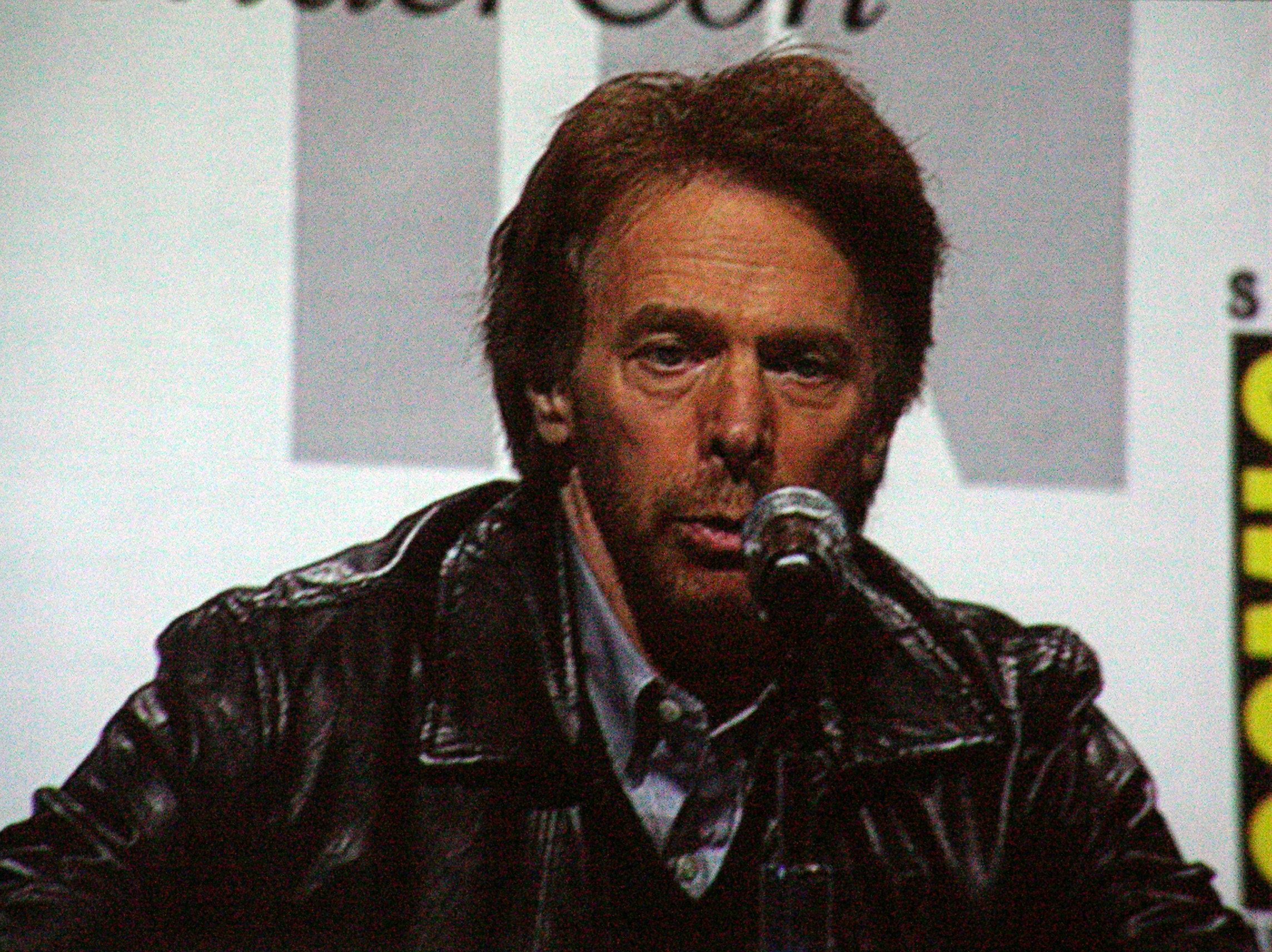
Le producteur Jerry Bruckheimer est associé à Disney sur plusieurs films.

Les studios Disney se sont associés à plusieurs reprises avec Jerry Bruckheimer, pour coproduire des films d'aventures. La plus grande réussite de cette association est sans doute la franchise Pirates des Caraïbes, qui a rapporté à ce jour près de 4 milliards de dollars dans le monde.

Ils ont aussi tenté de créer d'autres franchises, qui auraient dû commencer avec les films Prince of Persia : Les Sables du Temps, L'Apprenti sorcier et Lone Ranger, naissance d'un héros. Mais les échecs répétés de ces films décident Disney à résilier son contrat avec Bruckheimer en 2013. Néanmoins, les franchises Pirates des Caraïbes et Benjamin Gates devraient avoir des suites, mais Disney ne participera plus aux autres projets de Bruckheimer.

#### Pirates des Caraïbes
- 2003 : Pirates des Caraïbes : La Malédiction du Black Pearl de Gore Verbinski
- 2006 : Pirates des Caraïbes : Le Secret du coffre maudit de Gore Verbinski
- 2007 : Pirates des Caraïbes : Jusqu'au bout du monde de Gore Verbinski
- 2011 : Pirates des Caraïbes : La Fontaine de jouvence de Rob Marshall
- 2017 : Pirates des Caraïbes : La Vengeance de Salazar de Joachim Rønning et Espen Sandberg

#### Benjamin Gates
- 2004 : Benjamin Gates et le Trésor des Templiers de Jon Turteltaub
- 2008 : Benjamin Gates et le Livre des secrets de Jon Turteltaub

### Walden Media
Dès 2005, les studios Disney entament une adaptation de la saga de C.S. Lewis, Le Monde de Narnia. Ils coproduiront ainsi les deux premiers volets, puis Walden Media continue, mais cette fois-ci avec les Studios Fox.

#### Le Monde de Narnia[3]
- 2005 : Le Monde de Narnia : Le Lion, la Sorcière blanche et l'Armoire magique de Andrew Adamson
- 2008 : Le Monde de Narnia : Le Prince Caspian de Andrew Adamson
- 2010 : Le Monde de Narnia : L'Odyssée du Passeur d'Aurore de Michael Apted

## Franchises obtenues après le rachat d'autres sociétés de production
Dès 2004, mais surtout depuis 2006, la Walt Disney Company entame une politique de rachat de studios de cinéma. Ils ont notamment racheté les studios Pixar, Marvel, Lucasfilm et 20th Century Fox. On peut considérer cette stratégie comme payante, ces studios ayant rapporté à Disney plusieurs milliards de dollars.

### The Muppets Studio(racheté en 2004)
Disney rachète la licence Muppet dès 2004, mais ne l'exploitera véritablement qu'à partir du film Les Muppets, le retour, qui est un immense succès et a droit à une suite en 2014.

#### Les Muppets
- 1979 : Les Muppets, le film de James Frawley
- 1981 : La Grande Aventure des Muppets de Jim Henson
- 1984 : Les Muppets à Manhattan de Frank Oz
- 1992 : Noël chez les Muppets de Brian Henson
- 1996 : L'Île au trésor des Muppets de Brian Henson
- 1999 : Les Muppets dans l'espace de Tim Hill
- 2011 : Les Muppets, le retour de James Bobin
- 2014 : Muppets Most Wanted de James Bobin

### Pixar Animation Studios(racheté en 2006)

Logo des studios Pixar, société-fille de Disney depuis 2006.

Pixar et Disney ont déjà une longue histoire en commun avant le rachat : les deux studios commencent à collaborer en 1995 avec Toy Story, et continuent ainsi pendant plusieurs années. Au bout de quelque temps, des tensions commencent à se faire sentir, avec des conflits sur la part de bénéfices, les droits de Pixar sur ses créations, ... Ils envisagent de se séparer, tous deux persuadés qu'ils peuvent continuer l'un sans l'autre.

Mais Disney, après plusieurs collaborations avec d'autres studios, prend conscience qu'ils ne trouveront pas meilleur que Pixar, tandis que ces derniers ne trouvent pas de nouveau collaborateur.

C'est alors que Robert Iger, PDG de Disney, déclare qu'il va racheter Pixar, afin de permettre une meilleure collaboration. Pixar est racheté en 2006 par Disney.

Ensuite, la collaboration commence sous de bons augures, avec les succès de Cars : Quatre roues, Ratatouille, Wall-E, Là-haut et Toy Story 3. Mais, la systématisation des suites (Cars 2, Monstres Academy et Le Monde de Dory) sont parfois critiquées, dénonçant un prétendu manque de liberté artistique depuis le rachat par Disney.

#### Toy Story
- 1995 : Toy Story de John Lasseter (film)
- 1999 : Toy Story 2 de John Lasseter (film)
- 2010 : Toy Story 3 de Lee Unkrich (film)
- 2011 : Mini Buzz d'Angus MacLane (court-métrage)
- 2012 : Rex, Le roi de la fête de Mark Walsh (court-métrage)
- 2013 : Toy Story : Angoisse au motel d'Angus MacLane (court-métrage)
- 2014 : Toy Story : Hors du temps de Steve Purcell (court-métrage)
- 2019 : Toy Story 4 de Josh Cooley (film)
- 2020 : Fourchette se pose des questions (en) de Bob Peterson (mini-série)
- 2022 : Buzz L'éclair de Angus MacLane (film)

#### Monstres et Cie
- 2001 : Monstres et Cie de John Lasseter (film)
- 2013 : Monstres Academy de Dan Scanlon (film)
- 2022 : Monstres et Cie : Au travail (mini-série)

#### Cars
- 2006 : Cars de John Lasseter (film)
- 2008 - 2014 : Cars Toon (série)
- 2011 : Cars 2 de John Lasseter (film)
- 2017 : Cars 3 de Brian Fee (film)
- 2022 : Cars : Sur la route (série)

#### Vice-Versa
- 2015 : Vice-versa de Pete Docter (film)
- 2024 : Vice-versa 2 (film)

### Marvel Studios

Logo de Marvel studios

En 2009, la Walt Disney Company rachète Marvel, qui avait commencé l'année précédente une franchise qui deviendra l'une des plus lucratives de tous les temps : l'Univers cinématographique Marvel.

Le concept de cette franchise est inédite dans l'histoire du cinéma : le but est de relier toutes les sagas (avec notamment des personnages faisant des apparitions, tel Nick Fury apparaissant à la fin de Iron Man) et ainsi de créer un univers où tous les événements d'un film peut influer sur ceux d'un autre. L'apothéose de cette saga est Avengers en 2012, où les personnages de tous les films précédents (Iron Man, Hulk, Thor, Captain America, Black Widow, Nick Fury et Loki) se rencontrent et vivent ensemble la même aventure. Aujourd'hui, le Marvel Cinematic Universe compte deux sagas, dont une qui a été conclue par les évènements de Spider-Man: Far From Home, La Saga de l'Infini (2008-2020) et La saga du multivers (2022-). Les droits d'un film de la saga, L'Incroyable Hulk, ne sont toutefois pas entre les mains de Disney. Il n'apparaît donc pas la liste ci-dessous.

#### Saga de l'infini
Phase 1
- 2008 : Iron Man de Jon Favreau (film)
- 2010 : Iron Man 2 de Jon Favreau (film)
- 2010 : Thor de Kenneth Branagh (film)
- 2011 : Captain America : First Avenger de Joe Johnston (film)
- 2012 : Avengers de Joss Whedon (film)

Phase 2
- 2013 : Iron Man 3 de Shane Black (film)
- 2013 : Thor : Le Monde des ténèbres de Alan Taylor (film)
- 2014 : Captain America : Le Soldat de l'hiver de Anthony et Joe Russo (film)
- 2014 : Les Gardiens de la Galaxie de James Gunn (film)
- 2015 : Avengers : L'ère d'Ultron de Joss Whedon (film)
- 2015 : Ant-Man de Peyton Reed (film)

Phase 3
- 2016 : Captain America: Civil War de Anthony et Joe Russo (film)
- 2016 : Doctor Strange de Scott Derrickson (film)
- 2017 : Les Gardiens de la Galaxie Vol. 2 de James Gunn (film)
- 2017 : Spider-Man: Homecoming de Jon Watts (film)
- 2017 : Thor : Ragnarok de Taika Watiti (film)
- 2018 : Black Panther de Ryan Coogler (film)
- 2018 : Avengers: Infinity War de Anthony et Joe Russo (film)
- 2018 : Ant-Man et la Guêpe de Peyton Reed (film)
- 2019 : Captain Marvel de Anna Boden et Ryan Fleck (film)
- 2019 : Avengers: Endgame de Anthony et Joe Russo (film)
- 2019 : Spider-Man : Far From Home de Jon Watts (film)

#### Saga du Multivers
Phase 4
- 2021 : WandaVision de Matt Shakman (mini-série)
- 2021 : Falcon et le Soldat de l'hiver de Kari Skogland (mini-série)
- 2021 : Loki (saison 1) de Micheal Waldron (série)
- 2021 : Black Widow de Cate Shortland (film)
- 2021 : Shang-Chi et la Légende des Dix Anneaux de Destin Daniel Cretton (film)
- 2021 : Les Éternels de Chloé Zhao (film)
- 2021 : Hawkeye de Jonathan Igla (en) (mini-série)
- 2021 : Spider-Man: No Way Home de Jon Watts (film)
- 2022 : Moon Knight de Mohamed Diab, Justin Benson et Aaron Moorhead (mini-série)
- 2022 : Doctor Strange in the Multiverse of Madness de Sam Raimi (film)
- 2022 : Miss Marvel d'Adil El Arbi et Bilall Fallah (mini-série)
- 2022 : Thor : Love and Thunder de Taika Waititi (film)
- 2022 : Je s'appelle Groot (saison 1) de Kirsten Lepore (en) (série)
- 2022 : She-Hulk : Avocate de Jessica Gao (en) (mini-série)
- 2022 : Werewolf By Night de Michael Giacchino (special)
- 2022 : Black Panther: Wakanda Forever de Ryan Coogler (film)
- 2022 : Les Gardiens de la Galaxie : Joyeuses Fêtes de James Gunn (special)

Phase 5
- 2023 : Ant-Man et la Guêpe : Quantumania de Peyton Reed (film)
- 2023 : Les Gardiens de la Galaxie Vol. 3 de James Gunn (film)
- 2023 : Secret Invasion de Thomas Bezucha (mini-série)
- 2023 : Je s'apelle Groot (saison 2) de Kirsten Lepore (en) (série)
- 2023 : Loki (saison 2) de Micheal Waldron (série)
- 2023 : The Marvels de Nia DaCosta (film)
- 2023 : Echo de Marion Dayre (mini-série)
- 2024 : Deadpool et Wolverine de Shawn Levy (film)
- 2024 : Agatha All Along de Jac Schaeffer (mini-série)
- 2025 : Captain America: Brave New World de Julius Onah (film)
- 2025 : Ironheart de Samantha Bailey et Angela Barnes (mini-série)
- 2025 : Thunderbolts de Jake Schreier (film)
- 2025 : Daredevil: Born Again de Matt Corman et Chris Ord (série)

Phase 6
- 2025 : Les Quatre Fantastiques : Premiers pas de Matt Shakman (film)
- 2026 : Avengers : Doomsday de Destin Daniel Cretton (film)
- 2027 : Avengers : Secret Wars (film)

#### Productions hors Marvel Studios
X-men universe
- 2000 : X-Men de Bryan Singer (film)

- 2003 : X-Men 2 de Bryan Singer (film)

- 2006 : X-Men : L'Affrontement final de Brett Ratner (film)
- 2009 : X-Men Origins: Wolverine de Gavin Hood (film)
- 2011 : X-Men : Le Commencement de Matthew Vaughn (film)
- 2013 : Wolverine : Le Combat de l'immortel de James Mangold (film)
- 2014 : X-Men: Days of Future Past de Bryan Singer (film)
- 2016 : X-Men: Apocalypse de Bryan Singer (film)
- 2016 : Deadpool de Tim Miller (film)
- 2017 : Logan de James Mangold (film)
- 2017 - 2019 : Legion de Noah Hawley (série)
- 2017 - 2019 : The Gifted de Matt Nix (série)
- 2018 : Deadpool 2 de David Leitch (film)
- 2019 : X-Men: Dark Phoenix de Simon Kinberg (film)
- 2020 : Les Nouveaux Mutants de Josh Boone (film)

Les 4 Fantastiques
- 1994 : Les 4 Fantastiques de Oley Sassone (film)
- 2005 : Les 4 Fantastiques de Tim Story (film)
- 2007 : Les 4 Fantastiques et de Surfer d'argent de Tim Story (film)
- 2015 : Les 4 Fantastiques de Josh Trank (film)

Blade
- 1998 : Blade de Stephen Norrington (film)
- 2002 : Blade 2 de Guillermo del Toro (film)
- 2004 : Blade : Trinity de David S. Goyer (film)
- 2006 : Blade (série)

The Punisher
- 1989 : Punisher de Mark Goldblatt (film)
- 2004 : The Punisher de Jonathan Heinsleigh (film)
- 2008 : Punisher : War Zone de
- 2017 - 2019 : The Punisher (série)

Ghost Rider
- 2007 : Ghost Rider de
- 2012 : Ghost Rider 2 : L'Esprit de vengence de

The Defenders Universe
- 2015 - 2018 : Daredevil (série)
- 2015 - 2019 : Jessica Jones (série)
- 2016-present : Luke Cage (série)
- 2017-2018 : Iron Fist (série)
- 2017 : The Defenders (série)

Autres film tiré de personnages Marvel
- 2003 : Daredevil de Mark Stevens Johnson (film)

- 1986 : Howard… une nouvelle race de héros de (film)
- 1990 : Captain America de Albert Pyun (film)
- 2003 : Hulk de Ang Lee (film)
- 2005 : Man-Thing de Brett Leonard (film)
- 2005 : Elektra de Rob S. Bowsman (film)

- 2013 - 2020 : Agents of SHIELD (série)
- 2015-2016 : Agent Carter (série)
- 2017 : Inhumans (série)
- 2018 : Cloak and Dagger (série)
- 2018 : Runnaways (série)
- 2021 : M.O.D.O.K (série d'animation)
- 2021 : Hit-Monkey (série d'animation)

### Lucasfilm

Logo Star Wars

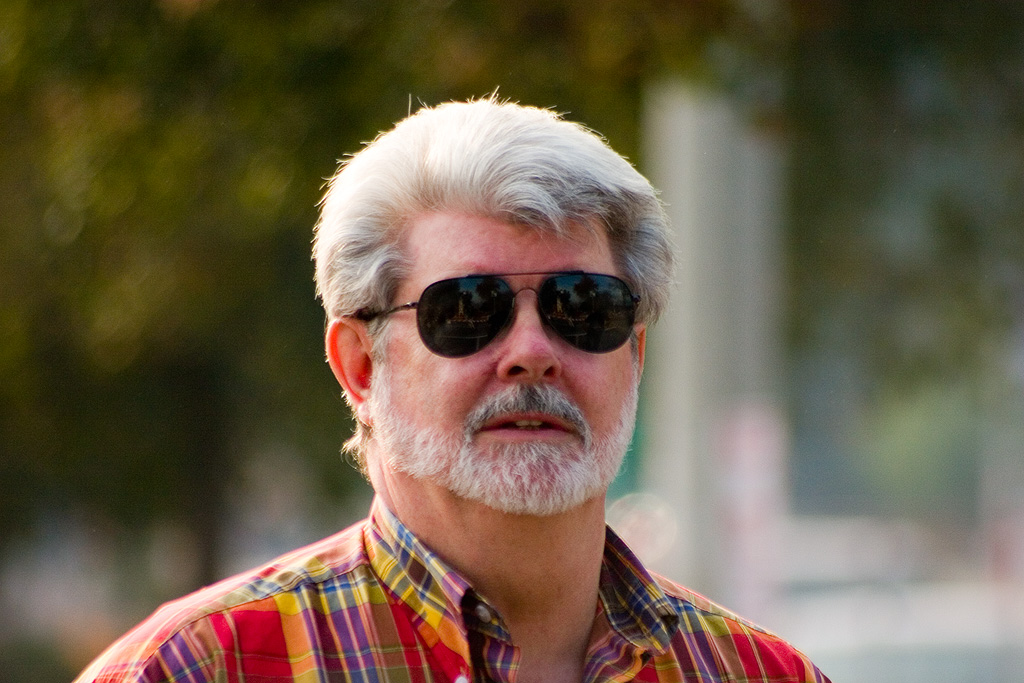
George Lucas, créateur de l'univers Star Wars

En octobre 2012, à la surprise générale, Disney annonce racheter Lucasfilm, studio créateur de franchises bankables : Star Wars, Indiana Jones et Willow, auxquelles des suites sont dès lors annoncées.

#### Star Wars
Films
- 1977 : Star Wars, épisode IV : Un nouvel espoir de George Lucas (film)
- 1980 : Star Wars, épisode V : L'Empire contre-attaque de Irvin Kershner (film)
- 1983 : Star Wars, épisode VI : Le Retour du Jedi de Richard Marquand (film)
- 1999 : Star Wars, épisode I : La Menace fantôme de George Lucas (film)
- 2002 : Star Wars, épisode II : L'Attaque des clones de George Lucas (film)
- 2005 : Star Wars, épisode III : La Revanche des Sith de George Lucas (film)
- 2015 : Star Wars, épisode VII : Le Réveil de la Force de J. J. Abrams (film)
- 2016 : Rogue One: A Star Wars Story de Gareth Edwards (film)
- 2017 : Star Wars, épisode VIII : Les Derniers Jedi de Rian Johnson (film)
- 2018 : Solo: A Star Wars Story de Ron Howard (film)
- 2019 : Star Wars, épisode IX : L'Ascension de Skywalker de J. J. Abrams (film)
- 2026 : The Mandalorian and Grogu de Jon Favreau (film)

Séries
- 2019 - 2023 : The Mandalorian de Jon Favreau (série)
- 2021 : Le Livre de Boba Fett de Jon Favreau (série)
- 2022 : Obi-Wan Kenobi de Deborah Chow (série)
- 2022 - 2025 : Andor de Tony Gilroy (série)
- 2023 : Ahsoka de Dave Filoni (série)
- 2024 : The Acolyte de Leslye Headland (série)

Films et séries d'animation
- 2008 : Star Wars : The Clone Wars de Dave Filoni (film d'animation)
- 2008 - 2020 : Star Wars : The Clone Wars de George Lucas (série)
- 2014 - 2017 : Star Wars Rebels de Simon Kinberg, Dave Filoni et Carrie Beck (série)
- 2018 - 2019 : Star Wars Resistance de Dave Filoni (série)
- 2022 : Star Wars : The Bad Batch de Dave Filoni (série)
- 2022 : Tales of the Jedi de Dave Filoni (série)

#### Indiana Jones
- 1981 : Les Aventuriers de l'arche perdue de Steven Spielberg (film)
- 1984 : Indiana Jones et le Temple maudit de Steven Spielberg (film)
- 1989 : Indiana Jones et la Dernière Croisade de Steven Spielberg (film)
- 1992 : Les Aventures du jeune Indiana Jones de George Lucas (série)
- 2008 : Indiana Jones et le Royaume du crâne de cristal de Steven Spielberg (film)
- 2023 : Indiana Jones et le Cadran de la destinée de James Mangold (film)

#### Willow
- 1988 : Willow de Ron Howard (film)
- 2022 : Willow de Jonathan Kasdan (série)

### 20th Century Studios

logo de la 20th Century Studios

En décembre 2017, la Walt Disney Company annonce racheter une majorité des actifs de la 20th Century Studios pour 71,3 milliards de dollars.

#### Les films
- 1968-1973 : La Planète des singes
- 1979- : Alien
- 1998 : Titanic
- 2000-2020 : X-Men (récupéré par Marvel)
- 2001-2017 : La Planète des singes
- 2002 : L’Âge de glace
- 2005 : Les Quatre Fantastiques (récupéré par Marvel)
- 2014 : Kingsman
- 2016 : Deadpool (récupéré par Marvel)

#### Avatar
- 2009 : Avatar de James Cameron (film)
- 2022 : Avatar : La Voie de l'eau de James Cameron (film)
- 2025 : Avatar : De Feu et de Cendres de James Cameron (film)
- 2029 : Avatar 4 (film)
- 2031 : Avatar 5 (film)

#### Les séries télévisées
- 1989 : Les Simpson
- 1993 : X-Files : Aux frontières du réel
- 1997 : Buffy contre les vampires
- 1999 : Les Griffin
- 2001 : 24 Heures chrono
- 2005 : Prison Break
- 2005 : How I Met Your Mother
- 2008 : Sons of Anarchy
- 2009 : Modern Family
- 2011 : American Horror Story
- 2016 : This Is Us
- 2021 : American Horror Stories